# James Moore (Moderner Fünfkämpfer)
James Warren Moore (* 20. Februar 1935 in Erie, Pennsylvania) ist ein ehemaliger US-amerikanischer Armeeoffizier und Pentathlet.

## Karriere
Moore nahm an den Olympischen Spielen 1964 in Tokio und 1968 in Mexiko-Stadt teil. 1964 belegte er im Einzel den sechsten Platz und gewann gemeinsam mit David Kirkwood und Paul Pesthy in der Mannschaftswertung die Silbermedaille. Bei den Olympischen Spielen 1968 verpasste er einen Medaillengewinn knapp. Im Einzel kam er dieses Mal nicht über einen elften Platz hinaus, während er mit der Mannschaft den vierten Rang belegte.
Bei Weltmeisterschaften errang er 1963 mit der Bronzemedaille im Mannschaftswettbewerb seine einzige Podiumsplatzierung. In den Jahren 1963, 1964 und 1968 wurde er US-amerikanischer Meister.
Moore war Soldat bei der United States Army und kämpfte mit dieser in Vietnam, wo er viermal den Bronze Star erhielt. Er trat 1982 im Rang eines Colonels aus dem Dienst aus und arbeitete später als Lehrer an einer christlichen Schule.